# El príncipe encantador
El príncipe encantador —en inglés: Charming— es una película de animación en 3D de comedia musical dirigida y escrita por Ross Venokur. La película explora las historias no contadas de Blancanieves (Avril Lavigne), Cenicienta (Ashley Tisdale) y la Bella Durmiente (G.E.M.) que descubren que están comprometidas con el mismo Príncipe azul (Wilmer Valderrama). Bajo el hechizo de una malvada reina, el príncipe azul, es dirigido y ayudado por la heroína Lenore (Demi Lovato), un viaje épico para encontrar su yo verdadero, el amor verdadero.

## Elenco
- Demi Lovato como Lenore.[1][2]
- Avril Lavigne como Blancanieves.[2]
- Ashley Tisdale como Cenicienta.[2]
- G.E.M. como La bella durmiente.[2]
- Wilmer Valderrama como Príncipe azul[3]
- Sia Furler como Oráculo.[4]
- John Cleese como Hada madrina.[5]
- Jillian Bell, voces adicionales[5]
- Tara Strong[5]
- Tom Kenny[5]
- Jim Cummings[5]
- Keyshia Cole como Cenicienta #2.[5]
- Keith Cleverstein como Jason.[5]

## Producción
El 18 de septiembre de 2014, se anunció que los productores John H. Williams y Henry Skelsey formaron una nueva compañía de producción de animación "3QU Media" y estaría desarrollando su primera película Charming con Vanguard Animation, y en asociación con Cinesite. Ross Venokur dirigirá la película basada en su propio guion, y el presupuesto de la película va a ser menos de $20 millones. El 19 de febrero de 2015, Demi Lovato fue promovida en la película para proporcionar la voz protagonista femenina para el papel de Lenore, y ella también es productora ejecutiva musical de la película. El 5 de agosto de 2015, Avril Lavigne, Ashley Tisdale y G.E.M. se unieron al elenco y dar voz a Blancanieves, Cenicienta y La Bella Durmiente, respectivamente. Fumie Suzuki Lancaster manejaría las ventas internacionales de la película. Wilmer Valderrama ha sido elegido como el Príncipe Azul el 16 de septiembre de 2015.
La producción de la película está en marcha en el nuevo estudio de animación Cinesite en Montreal.

### Música
En noviembre de 2015, se anunció que Lovato se encargará de la producción ejecutiva de la banda sonora de la película. La cantante y compositora australiana Sia (que es también un miembro del elenco de voces) escribió dos canciones; "Magic" y "Balladino", interpretadas por Lovato y Furler respectivamente. También, el vocalista de Fall Out Boy, Patrick Stump escribió una canción llamada "Trophy Boy", que será interpretada por Lavigne, Tisdale y Lovato.